# اوتو اوتن
اوتو اوتن (نروژی: Otto Authén; ۱ نوامبر ۱۸۸۶ – ۷ ژوئیهٔ ۱۹۷۱) ژیمناست هنری اهل نروژ بود.